# Kaous
Kaous (anciennement Duquesne pendant la colonisation française) est une commune de la wilaya de Jijel en Algérie.

## Géographie

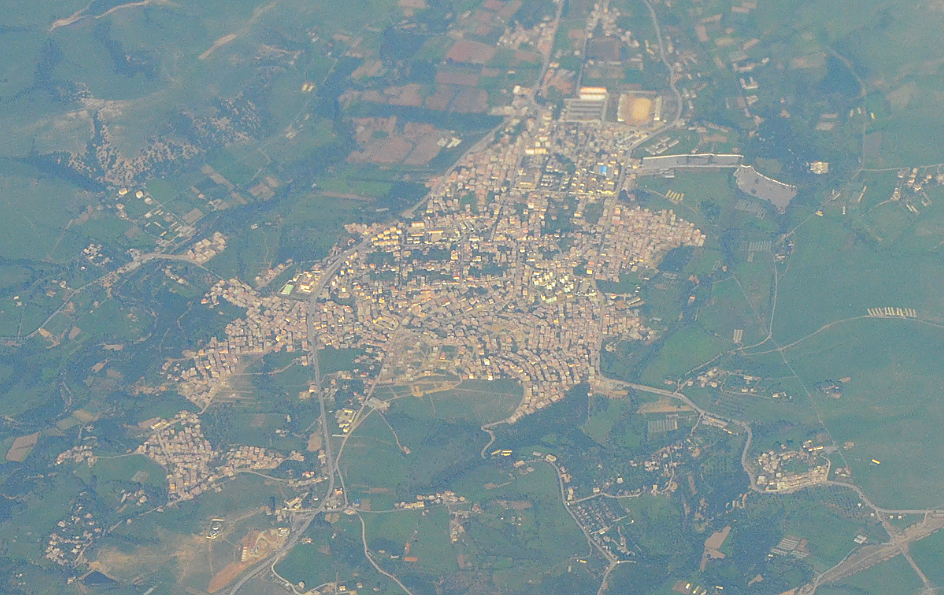
Vue aérienne de Kaous

### Situation
Le territoire de la commune de Kaous se situe au nord-ouest de la wilaya de Jijel à environ 8 km au sud-est du chef lieu de wilaya (Jijel).
| Jijel          | Jijel   | Jijel           |
| El Aouana      | Kaous   | Emir Abdelkader |
| Selma Benziada | Texenna | Emir Abdelkader |

### Localités de la commune
La commune de Kaous est composée, outre son chef-lieu éponyme de dix-huit localités :
- Beni Saber
- Beni Ahmed
- Bouhlel
- Bouyassa
- Chaddia
- Chemachma
- El Kelaâ
- El Mroudj
- Laayoune
- Laâïchia
- Merabet Moussa
- Merchicha
- Ouled Djaballah
- Ouled Haroun
- Ouled Hank
- Ouled Medini
- Souk Larbaa
- Tadrert

## Histoire
En 1875, la ville est nommée Duquesne en souvenir de l'amiral Michel-Ange Duquesne de Menneville. Son nom avant 1870 était Oued-Tletin[réf. nécessaire]. En 1958, elle faisait partie de l'ancien département de Constantine. Après l'indépendance de l'Algérie, elle prend le nom de Kaous.

## Culture et patrimoine

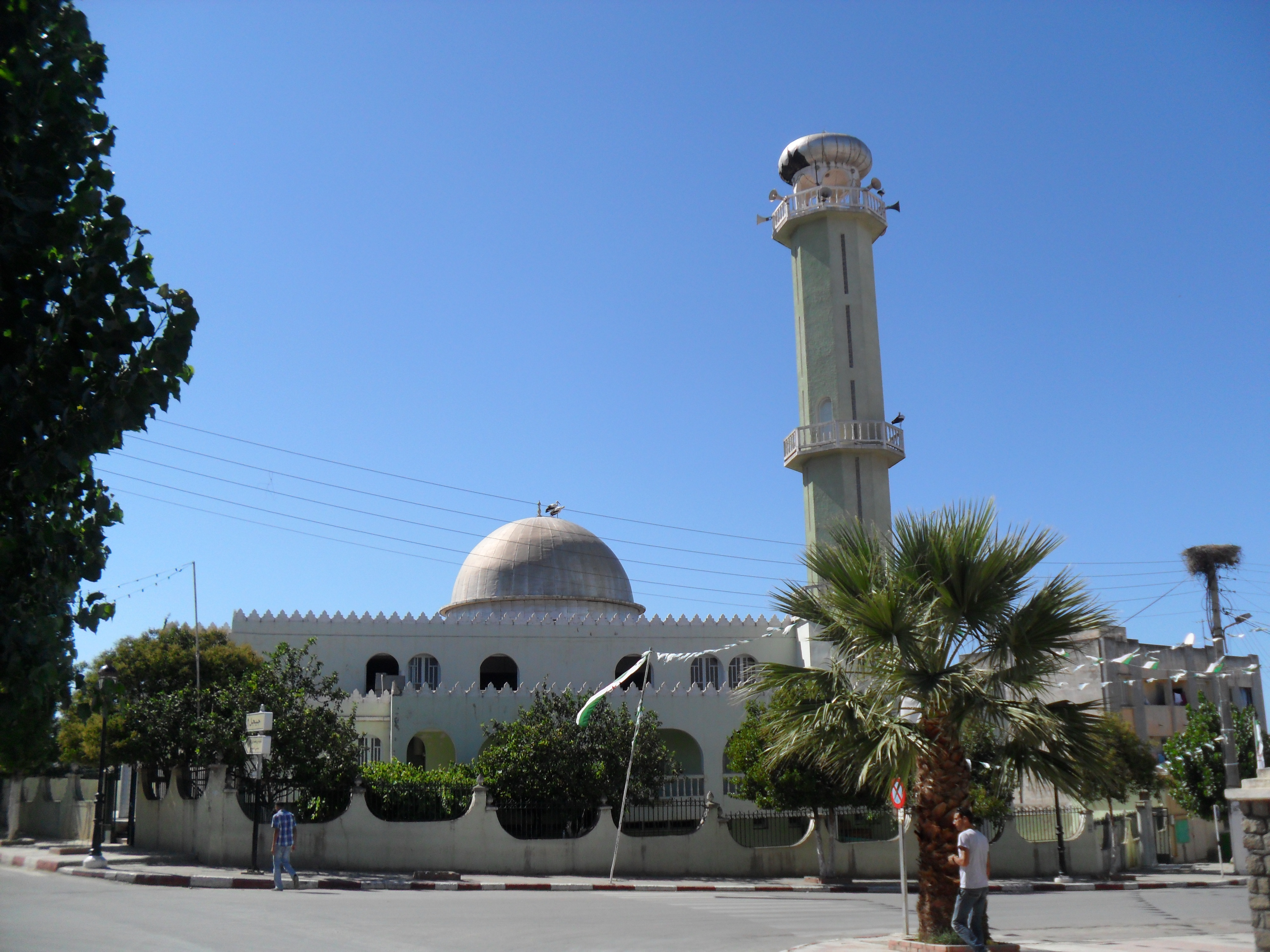
La mosquée de Kaous.

Il existe de nombreuses fêtes traditionnelles et religieuses dans la commune. Parmi celle-ci, au début du printemps les familles ont l'habitude de préparer un plat spécial appelé assida. Lors de la fête d'Achoura (dixième jour du premier Mois dans le calendrier musulman), les familles notables de Kaous ont gardé une tradition ottomane, le bouyeche, un plat préparé à l'origine pour les soldats ottomans et composé de dattes dures, de semoule et d'huile d'olive.

## Annexe